# 882 км (колійний пост)
882 кілометр — колійний пост Шевченківської дирекції Одеської залізниці.
Розташований на Черкаській дамбі з боку лівого берега, перед залізничним мостом через Дніпро, Золотоніський район, Черкаської області на лінії Імені Тараса Шевченка — Золотоноша I між станціями Черкаси (8 км) та Благодатне (12 км).
Має виключно технічне значення, приміські поїзди зупинку не здійснюють. Дата відкриття не встановлена, однак можна припустити, що пост було відкрито після 1981 року.
Колійний пост розташовано у місці перетворення двоколійної залізниці в одноколійну перед залізничним мостом. Від однієї з колій відходить коротка колія, що закінчується уловлюючим тупиком.